# Anyánk a kanapén
Az Anyánk a kanapén (eredeti cím: Mother, Couch) 2023-as koprodukciós filmvígjáték-dráma, amelyet Niclas Larsson írt és rendezett, Jerker Virdborg 2020-as Mamma i soffa című svéd regénye alapján. A főbb szerepekben Ewan McGregor, Rhys Ifans, Taylor Russell, Lara Flynn Boyle, Lake Bell, F. Murray Abraham és Ellen Burstyn látható.
A filmet a Torontói Nemzetközi Filmfesztiválon mutatták be 2023. szeptember 9-én. Amerikában a Film Movement and Memory 2024. július 5-én adta ki. Magyarországon a HBO Max mutatta be 2024. október 4-én.

## Cselekmény
Egy idős hölgy miközben megpróbálja elhagyni egy bútorboltot, hirtelen úgy dönt, hogy leül az egyik kanapéra, és ott marad. Három gyermeke és az üzlet tulajdonosai összegyűlnek, akik mindannyian az önmegismerés elméjét megmozgató utazáson mennek keresztül.

## Szereplők
| Szerep         | Színész           | Magyar hang  |
| -------------- | ----------------- | ------------ |
| David          | Ewan McGregor     | Anger Zsolt  |
| Gruffudd       | Rhys Ifans        | Schnell Ádám |
| Bella          | Taylor Russell    | Mentes Júlia |
| Anya           | Ellen Burstyn     | Szabó Éva    |
| Linda          | Lara Flynn Boyle  | Györgyi Anna |
| Marcus / Marco | F. Murray Abraham | Fodor Tamás  |
| Anne           | Lake Bell         | Peller Anna  |

### Magyar változat
- Magyar szöveg: Seres József
- Hangmérnök: Erdély Imre
- Vágó: Házi Sándor
- Gyártásvezető: Újréti Zsuzsa
- Szinkronrendező: Egyed Mónika
- Produkciós vezető: Szegedi-Kiss Patrik

A szinkront az Iyuno Hungary készítette el.

## A film készítése
2022 júliusában jelentették be, hogy Ellen Burstyn, Ewan McGregor, Taylor Russell, Rhys Ifans, Lara Flynn Boyle, Lake Bell és F. Murray Abraham leszerződött a Mother, Couch című film főszerepére. A filmet Niclas Larsson írta és rendezte játékfilmes debütálásában, amely Jerker Virdborg Mamma i soffa című 2020-as svéd regényének adaptációja. Larsson egy interjúban elmondta: „A könyv nagyon különbözik a filmtől. Valójában az első dolog, amit megkérdeztem Jerkertől, hogy mennyire lehetek szabad az adaptációban, mire ő azt felelte: 'Nézd, lopj el mindent, amit csak akarsz, és csináld csak.' Szóval ezt tettem. Hozzáadtam a helyszíneket, és Amerikában forgattam, de úgy éreztem, ez is nagyon svéd”.
A filmet az amerikai székhelyű Lyrical Media, Fat City és Suris/Bishop Films gyártotta, a svéd Film i Väst és a dán Snowglobe koprodukciójában.  A forgatás 2022. október végén kezdődött, és 27 napon keresztül zajlott az észak-karolinai Charlotte-ban, elsősorban egy színpadon. Az észak-karolinai kereskedelmi minisztérium 1,75 millió dollárig terjedő adókedvezményt nyújtott a gyártáshoz.

## Bemutató
Az Anyánk a kanapén világpremierje a Torontói Nemzetközi Filmfesztiválon volt 2023. szeptember 9-én. Később, szeptember 26-án a San Sebastián-i Nemzetközi Filmfesztiválon is bemutatták. 2024 februárjában a Film Movement and Memory megvásárolta a film amerikai forgalmazási jogait. Az Egyesült Államokban 2024. július 5-én jelent meg.